# Траутсон, Иоганн Йозеф фон
Иоганн Йозеф фон Траутсон (нем. Johannes Joseph von Trautson; 27 июля 1704, Вена, эрцгерцогство Австрия, Священная Римская империя — 10 марта 1757, там же) — австрийский кардинал, граф и доктор обоих прав. Титулярный архиепископ Карфагена и коадъютор, с правом наследования, Вены с 7 декабря 1750 по 12 апреля 1751. Архиепископ Вены с 12 апреля 1751 по 10 марта 1757. Кардинал-священник с 5 апреля 1756.